# Lynx
Lynx je textový webový prohlížeč www stránek používaný na znakových terminálech.
Při prohlížení stránek v Lynxu jsou odkazy zvýrazňovány a přeskakuje se mezi nimi pomocí kurzorových kláves se šipkami. Je-li zapnut mód číslovaných odkazů, lze odkaz vybrat prostým napsáním jeho čísla. Současná verze podporuje mnoho vlastností HTML a SSL. Tabulky jsou linearizovány (buňky sesazeny jedna vedle druhé bez zachování struktury tabulky), zatímco rámce mají jména a uživatel je může prohlížet, jako by šlo o separátní stránky.